# Teodora Malcheva
Teodora Malcheva (en bulgare : Теодора Малчева), née le 25 janvier 1983 à Trojan, est une fondeuse bulgare.

## Biographie
Malcheva, qui apprend le ski dans la République des komis en Russie, dispute ses premières courses officielles de la FIS en 2002.
La Bulgare reçoit sa première sélection avec l'équipe nationale pour les Championnats du monde 2005 à Oberstdorf, où elle prend part à quatre épreuves.
Elle fait ses débuts dans la Coupe du monde en novembre 2009 à Beitostølen, puis court les Jeux olympiques de Vancouver, où elle finit 65e du dix kilomètres. En janvier 2011, elle signe son meilleur résultat en Coupe du monde avec une 45e place au sprint libre de Liberec. Cet hiver, elle remporte le classement général de la Coupe des Balkans, qu'elle gagne de nouveau en 2013 et 2014.
Son meilleur résultat olympique date de 2014 à Sotchi, lorsqu'elle termine 53e sur le sprint, tandis qu'elle n'achève pas le trente kilomètres, du fait à cause d'un changement de skis qui l'a ralentit nettement.
Elle concourt au niveau international également en course d'orientation à ski, terminant notamment septième en longue distance lors des Championnats du monde 2009.

## Palmarès

### Jeux olympiques d'hiver
| Épreuve / Édition | Sprint                           | Sprint                           | 10 km                            | 10 km                            | Poursuite / Skiathlon 2 × 7,5 km | 30 km   | Relais | Relais   |
| Épreuve / Édition | libre                            | classique                        | libre                            | classique                        | Poursuite / Skiathlon 2 × 7,5 km | 30 km   | Sprint | 4 × 5 km |
| JO 2010 Vancouver | Épreuve inexistante à cette date | -                                | 65e                              | Épreuve inexistante à cette date | -                                | -       | -      | -        |
| JO 2014 Sotchi    | 53e                              | Épreuve inexistante à cette date | Épreuve inexistante à cette date | -                                | -                                | Abandon | -      | -        |

Légende :
- : pas d'épreuve
- — : non disputée par Malcheva

### Championnats du monde
| Épreuve / Édition           | Sprint                           | Sprint                           | 10 km                            | 10 km                            | Poursuite / Skiathlon 2 × 7,5 km | 30 km | Relais | Relais   |
| Épreuve / Édition           | libre                            | classique                        | libre                            | classique                        | Poursuite / Skiathlon 2 × 7,5 km | 30 km | Sprint | 4 × 5 km |
| Mondiaux 2005 Oberstdorf    | Épreuve inexistante à cette date | 63e                              | 66e                              | Épreuve inexistante à cette date | Abandon                          | -     | 17e    | -        |
| Mondiaux 2009 Liberec       | 67e                              | Épreuve inexistante à cette date | Épreuve inexistante à cette date | -                                | -                                | -     | -      | -        |
| Mondiaux 2011 Oslo          | 58e                              | Épreuve inexistante à cette date | Épreuve inexistante à cette date | 57e                              | -                                | -     | -      | -        |
| Mondiaux 2013 Val di Fiemme | Épreuve inexistante à cette date | 75e                              | 70e                              | Épreuve inexistante à cette date | -                                | -     | 18e    | -        |

Légende :
- : pas d'épreuve
- — : non disputée par Malcheva